# Spiriller
Spirill är en typ av bakterie som är spiralvriden. Ordet Spirill heter Spirillum på latin, vilket härstammar från spira som betyder något vriden. Varven spirillen är vriden i kan vara ett till flera. Spirillen tillhör familjen Spirillaceae.

## Morfologi
Spirillen är som tidigare nämnts spiralvirden och relativt utdragen. Den är oftast gramnegativ och rör sig med hjälp av flageller i ändarna. Dessa flageller sitter i tofsliknande utskott. Den största existerande spirillen är arten S. volutans. Denna spirills helix kan bli 5-8 μm på bredden och cirka 60 μm på längden. Det finns olika typer av spiriller, vilka har något varierande egenskaper, storlek och habitat. Det finns exempelvis spiriller som lever i hav, jord och sötvatten. Exempel på dessa är Oceanospirillum (hav), Spirillum (sötvatten) och Azospirillum (jord). Det finns även spiriller som har förmåga att utföra fotosyntes (exempelvis släktet Thiospirillum). 

## Patogenicitet
Det finns många olika typer av spiriller som orsakar olika sjukdomar. Några sjukdomar som orsakas av spiriller är exempelvis Klamydia och Kolera. Ett annat exempel på en spirill som orsakar sjukdom hos människan är Heliobacter pylori, som orsakar magsår.

### Chlamydia trachomatis
Chlamydia trachomatis heter bakterien som orsakar Klamydia. Det en spirill som ingår i en grupp bakterier med två bakteriesläkten, vilka är mycket lika. Dessa släkten är Chlamydia och Clamydophila. Bakterierna som ingår i dessa grupper infekterar olika typer av organismer. Chlamydia trachomatis har en relativt speciell livscykel. Eftersom den är en obligat intracellulär bakterie, behöver den en värdcell för att kunna föröka sig. Livscykeln består av två stadier, ett förökningsstadium och ett spridningsstadium. I spridningsstadiet letar bakterien efter nya värdar att infektera i form av mycket små elementärkroppar. Det är detta som gör Chlamydia trachomatis så speciell, den kan förekomma i två olika former. Den kan alltså vara en retikulärkropp eller elementärkropp. 

### Vibrio cholerae
Kolera orsakas av bakterien Vibrio cholerae. Det är en vattenlevande bakterie som trivs i framförallt varma, salta och basiska vatten. Vibrio cholerae är den enda Vibrio-bakterien som kan överleva i sötvatten. Vi kan därför få i oss denna bakterie från stillastående förorenat dricksvatten, vilket är mycket vanligt i många u-länder. Den ökade temperaturen i våra hav och vattendrag, beroende på klimatförändringar, gör att Vibrio cholerae blir ett allt större problem då kolera är en dödlig sjukdom.
Sjukdomen orsakas främst av det giftiga ämnet toxin-coregulated pilus (TCP), vilket är nödvändigt för att Vibrio cholerae ska kunna kolonisera. När bakterien fäster i epitelet i tunntarmen utsöndras toxinet och vi blir sjuka. Vibrio cholerae är den enda Vibrio-bakterie som kan smitta människan. De flesta patogena bakterier av denna art förökar sig inne i skaldjur.

### Helicobacter pylori
Helicobacter pylori orsakar magsår hos människan. En del tror att bakterien har funnits i människans mag- och tarmkanal för redan 100 000 år sedan. Bakterien är en mikroaerofil bakterie, vilket innebär att den kräver syre för sin metabolism. Dock klarar den inte av för hög eller för låg syrehalt. 
Värden som blir infekterad av Helicobacter pylori, blir det i magsäcken. Bakterien fäster där till epitelcellerna i receptorer. För att bibehålla neutralt pH i den sura miljön i magsäcken, neutraliserar bakterien magsyran med ureas. Detta hydrolyserar urea till ammoniak och koldioxid. Senare kan hydrolyseringen leda till inflammation hos den infekterade värden. Koldioxiden som hydrolyseras av urea kan detekteras i utandningsluften hos värden.